# Кваљијета (Авелино)
Кваљијета је насеље у Италији у округу Авелино, региону Кампанија.
Према процени из 2011. у насељу је живело 443 становника. Насеље се налази на надморској висини од 271 м.